# Селиверстов, Фёдор Петрович
Фёдор Петрович Селиверстов (18 июня 1917, Куликовка, Саратовская губерния — 14 октября 2000, Кагул) — заместитель командира эскадрильи 10-го отдельного разведывательного авиационного Московского Краснознаменного полка 1-й воздушной армии 3-го Белорусского фронта, капитан, военный лётчик, участник Великой Отечественной войны. Герой Советского Союза.

## Биография
Родился 18 июня 1917 года в селе Куликовка ныне Вольского района Саратовской области. Рано остался без родителей. Беспризорничал. В 1932 году оказался в Толгской детской воспитательно-трудовой колонии под Ярославлем, размешавшейся в стенах Толгского монастыря. В 1938 году окончил физмат Ярославского педагогического института. Работал учителем в одной из школ Ярославля.
В рядах Красной Армии с 1939 года. Окончил военную лётную школу в Балашове в 1940 году. Участник Великой Отечественной войны с 1941 года на Южном, 3-м Белорусском фронтах.
Звание Героя Советского Союза с вручением ордена Ленина и медали «Золотая Звезда» присвоено Указом Президиума Верховного Совета СССР от 23 февраля 1945 года «за 157 боевых вылетов на самолёте Ил-2 на разведку, фотографирование оборонительных рубежей и штурмовку противника и проявленные при этом доблесть и мужество». Всего он совершил около 236 боевых вылетов.
После окончания войны продолжил службу на командно-штабных должностях в ВВС Дальневосточного военного округа. В апреле 1947 года прикомандирован к Центральному Совету Осовиахима с оставлением в кадрах Советской Армии. Служил начальником аэроклубов Вильнюсского и Егорьевского (Московская область). С 1958 года полковник Ф. П. Селиверстов в запасе. Жил в молдавском городе Кагуле, работал начальником аэропорта. Скончался 14 октября 2000 года. Похоронен в Кагуле.

## Награды
- Медаль «Золотая Звезда»;
- орден Ленина;
- два ордена Красного Знамени (1943, 1944);
- два ордена Александра Невского (1944, 1945);
- два ордена Отечественной войны 1-й степени (1943);
- два ордена Красной Звезды (1943, 1954);
- медали, в том числе:
  - медаль «За боевые заслуги» (1949);
  - медаль «За оборону Москвы»;
  - медаль «За взятие Кёнигсберга».

## Память
- Имя Героя увековечено на мемориальной доске, установленной на здании Ярославского аэроклуба.
- В городе Егорьевске на Аллее Героев установлена стела с портретом Героя.
- В городе Кагул (Республика Молдова) есть улица с его именем.